# NGC 1556
NGC 1556 (również PGC 14818) – galaktyka spiralna (Sab), znajdująca się w gwiazdozbiorze Złotej Ryby. Odkrył ją John Herschel 28 grudnia 1834 roku.